# وست هارلسی
وست هارلسی (به انگلیسی: West Harlsey) یک روستا و محله مدنی در بریتانیا است که در همبلتون واقع شده‌است.